# Styrax macrocarpus
Styrax macrocarpus är en storaxväxtart som beskrevs av Cheng. Styrax macrocarpus ingår i släktet Styrax och familjen storaxväxter. Inga underarter finns listade i Catalogue of Life.